# ديك فلين
ديك فلين (بالإنجليزية: Dick Flynn)‏ هو مدير فني أمريكي، ولد في 17 يوليو 1943 في ماونت بليزانت في الولايات المتحدة.